# Mandloňová (Praha)
Mandloňová je ulice v katastrálním území Hloubětín na Praze 9, která spojuje ulici Jívovou a Smrkovou. Má tvar převráceného majuskulního písmene L. Tato lokalita se rozvíjí od 20. let 20. století, kdy začala výstavba nouzových kolonií Za Mostem a Za Horou.
Ulice vznikla a byla pojmenována v roce 1975. Nazvána je podle mandloně (latinsky Prunus dulcis), stromu z čeledi růžovitých. Název ulice patří do velké skupiny hloubětínských ulic pojmenovaných podle stromů a jejich plodů. Do stejné skupiny patří např. Švestková, Jasanová nebo Třešňová.
Zástavbu tvoří přízemní a jednopatrové domy se zahradou. Ulice je úzká, nemá chodník, povrch je tvořen betonovými panely (stav 2018).